# Nenad Jovanović (muzičar)
Nenad Jovanović Šeka (Paraćin, 13. april 1961 — Paraćin, 24. septembar 2015) bio je srpski i jugoslovenski basista, gitarista i koproducent. Njegov muzički izraz najviše se vezivao za srpski i jugoslovenski hard rok bend Metro u kome je proveo najduži period svog bavljenja muzikom.

## Biografija
Rođen je u Paraćinu 13.04.1961. godine. Prvi bendovi i njegovi prvi javni nastupi vezuju se za paraćinske rock sastave iz perioda kada je upisao srednju školu u tom gradu. Svoj prvi bend u kome je svirao je bio paraćinski autorski/kover rock bend Atomi u kojem je svirao bas gitaru od kraja aprila 1977. godine do kraja 1978. godine.
Posle nekoliko različitih  kombinacija, postaje gitarista kratkotrajnog paraćinskog benda Led sa kojim je javno nastupao u drugoj polovini aprila 1980. godine. Ovaj bend je trajao samo par meseci (uz jednu pauzu koja je bila u maju zbog smrti Josipa Broza Tita), kada Šeka u jesen iste godine postaje basista paraćinskog rock benda Kran u kome je svirao (u više navrata) do proleća 1982. godine.
U paraćinsku super grupu Jumbo ulazi u leto 1982. godine kao basista u kome je radio sve do raspada istog 22.12.1982. godine. Posle ovog perioda, Šeka ponovo radi u više bendova u Paraćinu sve dok nije dobio poziv da pristupi grupi Metro u junu 1983. godine.
Grupi Metro pristupa u Paraćinu (u prvo vreme kao gitarista) u julu 1983. godine, a ulogu basiste preuzima u septembru iste godine i tu ulogu je imao sve do izlaska iz istog.
U junu 1988. godine, Šeka odlazi na odsluženje vojnog roka, a iz vojske se vraća sledeće 1989. godine  takođe u junu mesecu.
Sa grupom Metro snimio je album Eksplozija (na kojem se nalaze čak četiri njegove iskomponovane numere) koji je izašao u prodaju 12. decembra 1995. godine u izdanju diskografske kuće ITMM u MC verziji. Bio je zvanični basista Metroa sve do definitivnog njegovog napuštanja benda 23. januara 1998. godine.
Nakon ovog perioda, Šeka počinje da sarađuje sa muzičarima iz Folk melosa. Sa Indirom Radić je bio koproducent na njenom CD-u  Ljubav kad prestane 2005. godine u izdanju Grand Production, zatim i sa Seadom Sejom Kalačom na istoimenom  CD-u koji je izdat za istu diskografsku kuću 2007. godine. Iste godine je sarađivao i snimio gitare za CD sa Gordanom Jovanović Dnevnik jedne mladosti u izdanju diskografske kuće Gold Music.
Od 2008. godine (zbog zdravstvenih problema) nije bio aktivan u muzici.
Preminuo je u Paraćinu – 24.09.2015. godine.

## Muzički uzori:
- Glenn Hughes
- Roger David Glover

## Oprema
- ’78. Fender Twin Reverb Silverface 135 w 2 x 12 ‘’ Combo Guitar Amp.
- ’80. Hiawatt DR 103 100 w Bass Head Amp. / 4 x 12 ‘’ Box 400 w
- ’79. Orange Superbass OR 112 M Bass Amp
- ’80. Marshall JMP Super Bass 100 w Head / 4 x 12 ‘’ Celestion Box
- ’78. Fender Precision Bass
- ’84. Hamer Phantom A5 Bass Guitar

## Spoljašnje veze
- Nenad Jovanović na Encyclopaedia Metallum
- Nenad Jovanović Šeka na Discogs
- Metro - Eksplozija [HD remasterizovano][2013]
- Metro na Discogs
- Istorija i sadašnjica paraćinske hard and heavy scene
- ISTORIJA ROKENROLA U PARAĆINU